# Abejales
Abejales es la capital del municipio Libertador, ubicado en el Estado Táchira, Venezuela. Está localizada al extremo suroriental de la entidad tachirense, cerca de los límites con los estados Barinas y Mérida. Tiene una población de 11 578 habitantes.

## Historia
Durante la época colonial, la zona donde hoy se asienta Abejales era conocida como Caparo, término que en lengua quechua se pronuncia khapaykuy y cuyo significado es “cabalgar”.
No existe una fecha precisa de fundación, aunque se manejan dos versiones documentadas. La primera indica que el asentamiento data del año 1757; la segunda hace referencia a un documento de 1782 que menciona el establecimiento del puerto fluvial de San Antonio de Caparo, ubicado a orillas del río Sioca —actual río Caparo—, con una población inicial de aproximadamente 250 habitantes.
En 1937, Abejales estuvo a punto de desaparecer debido a una prolongada sequía que desvió el cauce del río varios kilómetros de su curso habitual, lo que provocó el colapso de las actividades económicas que sostenían a la comunidad. Tras esta crisis, la población fue reubicada en su ubicación actual, a orillas del río Caparo, y adoptó el nombre de Abejales. Por esta razón, en el Atlas Oficial del Estado Táchira aparece como fecha de fundación el año 1935.
Sin embargo, no fue sino hasta el 28 de agosto de 1972 cuando se decretó formalmente su establecimiento como capital del Distrito Libertador, mediante resolución de la Asamblea Legislativa del estado Táchira. Esta fecha es considerada oficialmente como la fundación de Abejales.

## Etimología
El nombre «Abejales» proviene desde el año 1934 cuando un ingeniero de nombre Manuel Villanueva, durante trabajos para el trazado de la carretera troncal que uniría a San Cristóbal con Barinas, estableció un campamento de obras en las cercanías de la zona donde luego sería reubicada la población de San Antonio de Caparo (ahora bajo el nombre de Abejales); y encontró una gran cantidad de colmenas en cada uno de los árboles de la zona; en muchos casos hasta 9 en un solo árbol.

## Economía
La economía local predominante es la ganadería e industrias lácteas, debido a su localización en el piedemonte andino sus suelos son favorables para la ganadería intensiva. También tiene una importante participación en la producción industrial de huevos de gallina y la minería de rocas calizas y fosfatos.

## Clima
El clima predominante es el Tropical lluvioso de bosque, según Koppen, con una precipitación media de 2500 mm anual y temperaturas promedio de 26,3º. El municipio Libertador se caracteriza por ser caliente es de ochenta millas.

## Simbolos

### Himno
Letra y música: Milsi Lisbey Molina Rujano.
Arreglo Coral y Orquestal: Alexander Carrillo.
Grabación: Orquesta Simón Bolívar del Táchira.
Cantoría de Educadores del Táchira
Coro
Tierra noble suprema y fecunda
Con estirpe de honor y valor
Cuyo nombre le rinde homenaje
A Bolívar el Libertador.
I
Cuna hermosa de grandes riquezas
Pobladores de trato jovial
Que con temple, constancia y
trabajo
Engrandecen su suelo natal
Su cultura transciende en la
historia
Cual valuarte pujante y leal.
Que le ha dado momentos de Gloria
de leyenda a su raza inmortal

II
Juventud que impetuosa y valiente
Cual guerreros dispuestos a dar
La batalla del conocimientos
Que los lleve hacia la libertad
Proclamemos la paz, la esperanza
Como emblema de lucha y verdad
Que va en busca de un nuevo
horizonte
Que sea en norte de nuestro
ideal.
III
Municipio de hombre ilustres
Que entregaron con el corazón
Su intelecto, su vida y esfuerzo
Al progreso de nuestra región
Hoy sus obras perduran y dejan
Un ejemplo de amor y bondad
Que nos nuestra el camino y la
meta
Que permiten el triunfo alcanzar.

## De leyenda y trato inmortal.ién
- Anexo:Ciudades de Venezuela.